# Фукс, Райнхарт
Райнхарт (Рейнгарт) Фукс (нем. Reinhart Fuchs; 28 сентября 1934, Берлин — 16 декабря 2017, там же) — немецкий шахматист, международный мастер (1962).

## Шахматная карьера
Участвовал в турнирах с 1949. В 1953 завоевал звание национального мастера, в 1962 — звание международного мастера.
Двукратный чемпион ГДР (1953 и 1956).
В составе сборной ГДР участник следующих соревнований:
- 2 командных чемпионата мира среди студентов (1958—1959);
- 6 Олимпиад (1956—1966);
- 4-й командный чемпионат Европы (1970) в Капфенберге.

## Спортивные достижения
| Год  | Город      | Турнир                         | + | − | = | Результат | Место |
| ---- | ---------- | ------------------------------ | - | - | - | --------- | ----- |
| 1956 | Москва     | 12-я Олимпиада                 | 5 | 1 | 9 | 9½ из 15  |       |
| 1958 | Мюнхен     | 13-я Олимпиада                 | 5 | 3 | 5 | 7½ из 13  |       |
| 1960 | Лейпциг    | 14-я Олимпиада                 | 4 | 2 | 7 | 7½ из 13  |       |
| 1962 | Варна      | 15-я Олимпиада                 | 5 | 3 | 5 | 7½ из 13  |       |
| 1964 | Тель-Авив  | 16-я Олимпиада                 | 7 | 1 | 3 | 8½ из 11  |       |
| 1966 | Гавана     | 17-я Олимпиада                 | 4 | 4 | 5 | 6½ из 13  |       |
| 1970 | Капфенберг | 4-й командный чемпионат Европы | 0 | 1 | 5 | 2½ из 6   | 3     |

## Изменения рейтинга
| Графики недоступны из-за технических проблем. См. информацию на Фабрикаторе и на mediawiki.org. |